# 埃-埃斯·理查德斯维德跨境国家公园
埃-埃斯·理查德斯维德跨境公园是一座横跨南非和纳米比亚国界的和平公园。公园合并了纳米比亚的埃-埃斯温泉娱乐公园和南非的理查德斯维德国家公园，于2003年成立。南非部分的公园，多由世界遗产地理查德斯维德文化植物景观的部分缓冲区形成。

## 同见
- 埃-埃斯温泉
- 鱼河大峡谷
- 理查德斯维德